# Carlo Mornati
Carlo Mornati, né le 16 mars 1972 à Lecco, est un rameur d'aviron italien. 

## Carrière
Carlo Mornati participe aux Jeux olympiques de 2000 à Sydney et remporte la médaille d'argent avec le quatre sans barreur italien composé de Riccardo Dei Rossi, Lorenzo Carboncini et Valter Molea.
C'est le frère de Niccolò Mornati.